# 応地利明
応地 利明（應地利明、おうじ としあき、1938年3月6日- ）は、日本の地理学者。京都大学名誉教授。専攻は人文地理学で、アジア・アフリカ地域研究を主要な研究領域とするが、最近は地理学史・地理思想史に関する著作も多い。大阪府出身。

## 人物
- 京都大学、名古屋大学、滋賀県立大学などで、主にアジア・アフリカの農耕、都市に関する研究ならびに西欧や日本を含めた古地図・絵地図に関する研究をし、『絵地図の世界像』（岩波書店）などを編纂する。
- 古代インドの政治論書・アルタシャーストラの都城論を引用して、ヒンドゥー世界における都城の理念・形態を中国やイスラーム世界と比較考察することでその特色を浮き彫りにした。
- 国立民族学博物館における共同研究では、1988年～1990年の「農耕と牧畜社会の生活様式の比較民族学的研究」に参加し、ニジェル川大湾曲部における雑穀の農耕技術──インド大陸との比較を研究テーマにしている。

## 履歴
大阪府出身。1956年大阪府立高津高等学校卒業、1960年京都大学文学部史学科地理学専攻卒業、1964年同大学院文学研究科博士課程退学、名古屋大学文学部助手、1966年名古屋工業大学講師、1969年愛知県立大学助教授、1973年京都大学文学部助教授、1986年教授、同年「南西アジアにおける農業的土地利用の地理学的比較研究」で京大文学博士。94年同東南アジア研究センター教授、98年同アジア・アフリカ地域研究・研究科教授、2000年定年退官、名誉教授、滋賀県立大学・人間文化学部教授、2005年立命館大学文学部教授、2008年退職。

## 著書
- 『絵地図の世界像』（1996年、岩波書店）
- 『「世界地図」の誕生 地図は語る』（2007年、日本経済新聞出版社）
- 『都城の系譜』京都大学学術出版会 2011
- 『生態・生業・民族の交響』中央ユーラシア環境史 臨川書店 2012

### 共著
- 『西南アジアの農業と農村』（1967年、織田武雄,末尾至行共著、同朋舎）
- 『南アジアを知る事典』辛島昇、前田専学、江島恵教、小西正捷、坂田貞二、重松伸司、清水学、成沢光、山崎元一共監修（1992年、平凡社）
- 『興亡の世界史 第20巻 人類はどこへ行くのか』福井憲彦、杉山正明、大塚柳太郎、森本公誠、松田素二、朝尾直弘、青柳正規、陣内秀信、ロナルド・トビ共著 講談社 2009

## 所属学会
- 日本イスラーム協会
- 日本アフリカ学会
- 日本南アジア学会